# Habitatge del carrer del Replà, 1
L'Habitatge del carrer del Replà, 1 és una obra modernista de Tortosa inclosa a l'Inventari del Patrimoni Arquitectònic de Catalunya.

## Descripció
Edifici de planta i 5 pisos que té façana principal al c/ del Replà i lateral al c/ Bou. La façana és de carreus de pedra amb portes allindades; sobre la lateral, més petita i d'accés a les vivendes, hi ha gravades les lletres M.V i l'any 1876. En els pisos, la façana apareix esgrafiada, simulant carreus encoixinats en els forjats i relleus vegetals molt estilitzats en els frisos de separació de pisos i emmarcament de finestres. S'obren a la façana principal mitjançant balcons, amb base de pedra o ferro amb rajola vidriada i a la lateral a través de finestres rectangulars.